# 休伊·普萊斯
休伊·泰德·普萊斯（英語：Hugh E. "Ted" Price），曾任美國中央情報局行動副局長，現任雷曼兄弟印度公司的董事長。
普萊斯畢業於耶魯大學，之後在美國海軍陸戰隊服役五年。在中央情報局的職業生涯中，他曾分別在泰國、臺灣、緬甸、香港、新加坡、衣索比亞和中國擔任要職。在1992年至1994年期間，普萊斯擔任過站長、人事總監、反情報總監以及營運副總監等職務。1994年，由於他在擔任反情報總監期間在奧德里奇·艾姆斯間諜案中的角色，他受到了一封譴責信。
離開中央情報局後，普萊斯加入了私人保全公司Kroll Inc.，擔任危機管理小組的負責人。他於2001年12月轉投雷曼兄弟，擔任全球安全主管一職。
2005年，普萊斯與所羅門兄弟和瑞銀集團前通訊主管麗莎·斯皮羅（Lisa Spiro）結為連理。